# Republic Plaza (Сингапур)
Republic Plaza (произносится Репа́блик Пла́за; кит. 共和大廈) — офисный небоскрёб, расположенный по адресу: 9 Раффлз-плейс, Сингапур. Является самым высоким зданием города-страны наряду с OUB Centre и UOB Plaza — все по 280 метров ровно, так как здания большей высоты строить в Сингапуре запрещено авиационным департаментом.

## Описание
Строительство небоскрёба началось в начале 1995 года и уже в конце следующего года было завершено. Такое быстрое строительство имело место несмотря на ряд осложнений: проходящую поблизости линию скоростного транспорта, исторические здания, окружающие место стройки, обнаруженные при рытье фундамента под землёй огромные валуны и старые сваи. При строительстве использовали кессон, небоскрёб покоится на 900 небольших сваях. Всего было использовано 8600 тонн конструкционной стали и 31 000 м³ бетона. Ранее здание называлось Bank of Tokyo-Mitsubishi в честь главного арендатора.
Несмотря на то, что Сингапур находится в сравнительно сейсмически безопасной зоне, небоскрёб сделан устойчивым к землетрясениям. Бока здания имеют треугольные плоскости, снижающие воздействие ветров. Пожарные лестницы и лифты расположены по центральной оси небоскрёба. Среди арендаторов Republic Plaza можно отметить консульство Мали на 32-м этаже и консульство Сент-Винсента и Гренадин на 58-м этаже; VP Bank AG.
Основные параметры
- Строительство — с 1995 по 1996 год
- Высота — 280 метров, 3,95 метров (от пола до пола), 2,6 метров (от пола до потолка)
- Этажность — 66 + 1 подземный
- Площадь помещений — 126 238 м², в том числе офисы — 71 479 м², торговые точки — 1717 м²
- Лифтов — 15 двухэтажных
- Архитектор — Кисё Курокава[4]
- Владелец и застройщик — City Developments Limited[англ.] (аренда на 999 лет)[5]
- Главный подрядчик — Shimizu Corporation[англ.]
- Стоимость строительства — 154 288 710 долларов